# Vulgichneumon saturatorius
Vulgichneumon saturatorius är en stekelart som först beskrevs av Carl von Linné 1758.  Vulgichneumon saturatorius ingår i släktet Vulgichneumon och familjen brokparasitsteklar. Arten är reproducerande i Sverige. Utöver nominatformen finns också underarten V. s. albivalvus.